# Beilschmiedia diversiflora
Beilschmiedia diversiflora är en lagerväxtart som beskrevs av Jean Baptiste Louis Pierre och Robyns & Wilczek. Beilschmiedia diversiflora ingår i släktet Beilschmiedia och familjen lagerväxter. Inga underarter finns listade i Catalogue of Life.